# Васин, Ким Кириллович
Ким Кири́ллович Ва́син (14 марта 1924, дер. Шоркинер, Сернурский кантон, Марийская автономная область — 18 февраля 2005, Йошкар-Ола) — марийский писатель, переводчик, педагог, был одним из ведущих литературоведов, критиков и учёных республики своего времени, впитал в себя наследие марийской интеллигенции 1920—1930-х годов, лауреат Государственной премии имени С. Г. Чавайна, народный писатель Республики Марий Эл.

## Биография
Родился в семье служащего и учительницы. Дед был марийским языческим жрецом — картом.
Школьное образование получил в школе-семилетке при Ежовском детском доме. После окончания в 1941 году фельдшерско-акушерской школы работал в Семёновском райздраве и санэпидстанции.
С 1942 года Ким Васин работал в газете «Марий коммуна».
В 1948—1952 годах Ким Васин учился в МГПИ им. Н. К. Крупской. Кандидат филологических наук. Затем преподавал в учительском институте, был редактором художественной литературы в Марийском книжном издательстве, литературным консультантом Союза писателей Марийской АССР.
С 1963 года по 1987 год — научный сотрудник Марийского научно-исследовательского института языка, литературы и истории, читал лекции студентам вузов, долгие годы был членом редколлегии журнала «Ончыко».

## Литературная деятельность
Творческую деятельность начал в 1940 году, тогда были опубликованы его первые рассказы «Эчу», «Саню» «Тул кайык» («Жар-птица») и очерки в газетах «Ямде лий», «Марий коммуна». Первые его исторические произведения отметил будущий народный поэт Й. Осмин.
В годы войны и в послевоенное время были изданы более 30 его книг, в которых были повести, рассказы, литературно-критические и краеведческие работы. Основная тематика его литературного творчества — отношения между народами, борьба народа за национальную независимость и социальную справедливость. Временной период его произведений — от восстаний Е. Пугачёва и С. Разина до героизма советских людей. Среди наиболее интересных и значимых произведений — «Муро Апшат» («Кузнец песен»), «Ший мундыра» («Серебряный клубок»), «Акпай», «Пугачёв деке» («К Пугачёву»), «Ушнымаш» («Воссоединение») и др.
К. Васин наиболее известен как литературовед. Наиболее значительны его книги «Страницы дружбы», «Творческие взаимосвязи марийской литературы», «Просветительство и реализм», «История и литература». Им написаны статьи о жизни и творчестве литераторов С. Чавайна, Н. Мухина, Й. Кырли, В. Колумба и др. Он принял участие в создании многотомных исследований «История советской многонациональной литературы», «История литературы народов СССР дооктябрьского периода», «Украинская советская энциклопедия», «Шевченковский словник», «Лермонтовская энциклопедия», книги о татарском классике литературы Г. Тукае, чувашском классике литературы К. Иванове.
Произведения и научные работы публиковались в центральной печатной прессе, прессе союзных и автономных республик, переводились на русский язык, языки народов СССР, венгерский, финский, английский, французский, немецкий, испанский, болгарский и другие языки. Он переводил на марийский язык произведения Пушкина, Гоголя, Чехова, Горького, Фадеева, Гайдара, Шолохова и др.
Ким Васин принимал активное участие в подготовке и публикации собраний сочинений, сборников избранных произведений основоположников марийской литературы, в популяризации творческого наследия писателей старшего поколения. Он также составил биобиблиографические указатели, справочники по истории родной литературы.
Член Союза писателей СССР с 1953 года.

## Произведения
Ниже представлены основные произведения К. Васина:

### На марийском языке
- Пугачев деке: ойлымаш (К Пугачеву: рассказ). Йошкар-Ола, 1944. 24 с.
- Ме тимуровец улына: йоча-шамычлан ойлымаш (Мы — тимуровцы: рассказы для детей). Йошкар-Ола, 1944. 52 с.
- Тул кайык: ойлымаш-шамыч (Жар-птица: рассказы). Йошкар-Ола, 1950. 132 с.
- Ушнымаш: повесть (Воссоединение). Йошкар-Ола, 1956. 236 с.
- Ший гай вÿдет: краеведческий очерк (Серебряные воды). Йошкар-Ола, 1958. 28 с.
- Шеремет, Шернурет: корнысо дневник (Край любимый, Сернур: путевой дневник / К. Васин, Й. Осмин. Йошкар-Ола, 1961. 68 с.
- Кече: ойлымаш-влак (Солнце: рассказы). Йошкар-Ола, 1961. 92 с.
- Серыш: ойлымаш-влак (Письмо: рассказы). Йошкар-Ола, 1963. 100 с.
- Мурызын шомакше: ойлымаш-влак (Слово певца: рассказы). Йошкар-Ола, 1966. 168 с.
- Ший мундыра: Марий республика нерген книга (Серебряный клубок: книга о Марийской республике). Йошкар-Ола, 1969. 96 с.
- Муро апшат: повесть-влак (Кузнец песен: повести). Йошкар-Ола, 1974. 208 с.
- Ушнымаш: роман: ист. повествований (Воссоединение). Йошкар-Ола, 1984. 224 с.
- Дымковын подвигше: повесть (Подвиг Дымкова) / К. Васин, П. Новоселов. Йошкар-Ола, 1985. 144 с.
- Чымбылат патыр: легенде ден ойлымаш-влак (Чымбылат могучий: легенды, рассказы). Йошкар-Ола, 2003. 288 с.

### В переводе на русский язык
- У голубого озера: рассказы / пер. на рус. В. Муравьёва. М., 1960. 126 с.
- Песня пытаров: рассказы / пер. на рус. В. Муравьёва. Йошкар-Ола, 1960. 84 с.
- С вами, русичи: повесть / пер. на рус. В. Муравьёва. М., 1961. 160 с.
- Сабля атамана: рассказы / пер. на рус. В. Муравьёва. М., 1964. 144 с.
- На земле Онара: повесть / пер. на рус. В. Муравьёва. М., 1967. 144 с.
- Зелёная роща: повести и рассказы / пер. на рус. В. Муравьёва. Йошкар-Ола, 1972. 168 с.
- Кузнец песен: повести / пер. на рус. В. Муравьёва. Йошкар-Ола, 1975. 224 с.
- С вами, русичи: роман / пер. на рус. В. Муравьёва. М., 1979. 304 с.
- Сын коммуниста: рассказы и повесть / пер. на рус. В. Муравьёва. М., 1982. 144 с.
- На земле Онара: повесть и рассказы / пер. на рус. В. Муравьёва. Йошкар-Ола, 1983. 206 с.
- Чымбылат могучий: легенды, рассказы / пер. на рус. В. Муравьёва. Йошкар-Ола, 1994. 104 с.

### В переводе на эстонский язык
- Onari maal (На земле Онара) / пер. на эст. Таллинн, 1983. 128 с.

## Литературно-критические и краеведческие работы
Список литературно-критических и краеведческих работ:
- Страницы дружбы: ист.-лит. очерки. Йошкар-Ола, 1959. 152 с.
- След на земле: лит.-краевед. очерки. Йошкар-Ола, 1964. 120 с.
- Псевдонимы марийских литераторов: краткий ист.-лит. справочник. Йошкар-Ола, 1965. 92 с.
- Из истории развития философской и общественно-политической мысли в Марийском крае (дооктябрьский период / К. Васин, С. Коробов, Б. Рейнфельдт. Йошкар-Ола, 1966. 154 с.
- Сергей Григорьевич Чавайн: жизнь и творчество. Йошкар-Ола, 1968. 32 с.; 1987. 48 с.
- Творческие взаимосвязи марийской литературы: ист.-литературовед. очерк. Йошкар-Ола, 1969. 216 с.
- Поэт, артист Йыван Кырля. Йошкар-Ола, 1969. 20 с.
- Марий поэт Н. С. Мухин: илышыже да творчествыже / Александров Н., Васин К. Йошкар-Ола, 1970. 88 с.
- Просветительство и реализм: ист.-литературовед. очерки / МарНИИ. Йошкар-Ола. 1970. 88 с.
- Творческие взаимосвязи марийской литературы: доклад на соиск. учён. степ. по совокуп. опубл. трудов / Мордов. гос. ун-т им. Н. П. Огарева. Саранск, 1975. 44 с.
- Валентин Колумб: творчествыж нерген / К. Васин, А. Александров. Саранск, 1978. 132 с.
- История и литература: о проблеме историзма в мар. литературе: ист.-литературовед. очерк. Йошкар-Ола, 1980. 152 с.
- Марийская литература // История советской многонациональной литературы. Т. 1. М., 1970. С. 454—464; Т. 2. М., 1972. С. 390—400; Т. 3. М., 1973. С. 523—527; Т. 4. М., 1973. С. 269—-271; Т. 5. М., 1974. С. 657—663.
- Марийская литература // Украинская советская энциклопедия. Т. 8. Киев, 1962. С. 481.
- «Нарспи» К. Иванова на марийском языке // Классик чувашской поэзии. Чебоксары, 1966. С. 180—199.
- Творческие связи марийской литературы // Пути развития советской многонациональной литературы. М., 1967. С. 261—274.
- М. Горький и марийская литература // М. Горький и марийская литература. Йошкар-Ола, 1968. С. 3—26.
- Отжившие традиции и современные проблемы // Дружба народов. 1968. № 8. С. 247—256.
- Тукай и марийская поэзия // Габдулла Тукай. Казань, 1968. С. 143—158.
- Истоки дружбы // Живой камень: русские писатели о Марийском крае. Йошкар-Ола, 1970. С. 3—10.
- Самая актуальная проблема: о проблеме совр. лит. критики // Вопросы литературы. 1971. № 5. С. 46—48.
- О проблеме историзма в марийской литературе // Октябрь. 1972. № 3. С. 198.
- Принцип историзма марийского фольклора // Проблемы финно-угорского фольклора. Саранск, 1972. С. 83—90.
- Творческое наследие С. М. Михайлова и марийская литература // Михайлов С. Первый чувашский этнограф, историк и писатель: сб. статей. Чебоксары, 1973. С. 79—87.
- Истоки татаро-марийской литературной дружбы // Взаимовлияние и взаимообогащение национальных литератур и искусств в развитом социалистическом обществе: тезисы докладов научно-теоретической конференции. Казань, 1973. С. 35—37.
- Марий критика ден литературоведенийын тӱҥалтышыже (Начало критики и литературоведения в мар. литературе) // Тӱҥалтыш ошкыл: 20-30-шо ийласе марий литературоведений ден критика. Авт.: К. Васин, А. Александров. Йошкар-Ола, 1975. С. 3—23.
- Дореволюционные литераторы-просветители и марийская письменность // 200 лет марийской письменности. Йошкар-Ола, 1977. С. 67—76.
- Тукай и марийская литература // Габдулла Тукай: материалы научной конф. и юбилейных торжеств, посвящённых 90-летию со дня рождения поэта. Казань, 1979. С. 208—214.
- Марийская литература // Лермонтовская энциклопедия. М., 1981. С. 380—381.
- Традиции М. Горького и становление марийского историко-революционного романа // М. Горький и проза XX века. 1981. С. 33—37.
- Хади Такташ и марийская поэзия (Я. Ялкайн, Н. Мухин) // Хади Такташ, певец новой эпохи. Казань, 1982. С. 33—38.
- Революций деч ончычсо марий сынлымут // Сылнымут памаш. Йошкар-Ола, 1982. С. 131—149.
- Марийские версии тюркоязычных эпосов «Алпамыш», «Баян Сулу» и «Козы-Корпеш» // Взаимовлияние и взаимообогащение культур народов СССР. Казань, 1983. С. 214—218.
- Город на Кокшаге: вместо предисловия // Слово о Йошкар-Оле. Йошкар-Ола, 1984. С. 6—20.

## Звания, награды
- Заслуженный деятель науки Марийской АССР (1978)
- Заслуженный работник культуры Чувашской АССР (1984)
- Народный писатель Марийской АССР (1984)
- Государственная премия Марийской АССР (1976)
- Почётный гражданин Йошкар-Олы (1993)
- Орден «Знак Почёта» (28.10.1967)
- Почётная грамота Президиума Верховного Совета Марийской АССР (1960, 1986)
- Почётная грамота Президиума Верховного Совета РСФСР (1974)

## Память
- В 2009 году именем К. Васина названа улица в микрорайоне Звёздный Йошкар-Олы[5].
- Имя К. Васина присвоено Сернурской централизованной библиотечной системе.
- 23 мая 2024 года в Йошкар-Оле на доме № 5 по улице Эшкинина, где в 1978—2005 годах жил литературовед и писатель К. К. Васин, по инициативе МарНИИЯЛИ состоялось торжественное открытие мемориальной доски[6][7][8].